# Horst Saida
Horst Saida (* 29. Oktober 1939) ist ein ehemaliger deutscher Fußballspieler. Er absolvierte von 1961 bis 1963 in der Oberliga Süd, der zu dieser Zeit obersten Spielklasse, 44 Spiele für den Karlsruher SC und stand anschließend für den Verein in der Fußball-Bundesliga in 69 Begegnungen auf dem Platz. Der meist auf der linken Läuferposition agierende Saida zählte stets zu den Leistungsträgern seiner Mannschaft, musste aber aufgrund einer Verletzung seine Karriere als Fußballer im Herbst 1966 frühzeitig beenden.

## Laufbahn

### Jugend, Amateur, Oberliga Süd, bis 1963
Aus der KSC-Jugend über die Amateurmannschaft führte der Weg von Horst Saida zur Runde 1961/62 in die Oberligamannschaft des Karlsruher SC in der Oberliga Süd. Trainer Eduard Frühwirth vertraute erstmals am 19. November 1961 beim Auswärtsspiel auf dem Bieberer Berg gegen Kickers Offenbach den Qualitäten des technisch gut ausgebildeten Nachwuchsspielers und brachte ihn als linken Außenläufer zum Einsatz. Nationalspieler Horst Szymaniak war im Sommer 1961 nach Italien gewechselt, Heinz Beck und Bernhard Termath hatten ihre Karriere beendet und somit befand sich die Wildpark-Elf im Umbruch. Am Rundenende stand der KSC auf dem neunten Tabellenplatz und Horst Saida hatte 15 Spiele absolviert. Im letzten Jahr der Oberligen – 1962/63 – gehörte er mit 29 Punktespielen der Stammbesetzung der Elf des neuen Trainers Kurt Sommerlatt an, der die Badener auf den fünften Platz und damit auch in die neue Fußball-Bundesliga zur Saison 1963/64 führte. Insgesamt bestritt Horst Saida von 1961 bis 1963 in der Oberliga Süd 44 Spiele.
Am 23. Juni 1963 gehörte der KSC-Spieler einer DFB-Juniorenmannschaft (Südauswahl) an, die in Augsburg gegen Japan mit 5:0 Toren gewann. Saida war als rechter Läufer im Einsatz und überzeugte laut dem Sport-Magazin vom 24. Juni 1963, als „das belebendste Element des deutschen Spiels“. Im gleichen Bericht wird Bundestrainer Sepp Herberger mit folgender Aussage zitiert:
„Saida hat sich fein entwickelt.“

### Fußball-Bundesliga, 1963 bis 1967
Beim Premierenspieltag der neuen Ligaspitze im deutschen Fußball am 24. August 1963, der Meidericher SV war mit Trainer Rudi Gutendorf und Weltmeister Helmut Rahn zu Gast im Wildparkstadion, agierte Horst Saida als rechter Läufer bei der 1:4-Niederlage gegen die „Zebras“ aus der Wedau. Er absolvierte 24 der 30 Spiele in der Debütsaison der Bundesliga für den KSC und erzielte zwei Treffer. Je einen beim 3:2-Erfolg gegen Hertha BSC und dem 2:2-Unentschieden gegen den ersten Bundesligameister 1. FC Köln. Bis zum 16. Spieltag der Runde 1965/66, am 11. Dezember 1965 bei Eintracht Braunschweig, gehörte er der Stammbesetzung der Badener an. Beim 0:2 verlorenen Spiel gegen die Mannschaft von Trainer Helmuth Johannsen erlitt er einen Bruch der Kniescheibe und konnte dadurch in der gesamten Rückrunde kein Spiel mehr für den KSC bestreiten. Zu diesem Zeitpunkt standen für Saida 69 Bundesligaspiele zu Buche. Bei allen Trainern dieser Zeitspanne in Karlsruhe – Kurt Sommerlatt, Helmut Schneider, Werner Roth und Paul Frantz – gehörte er trotz des ständigen Abstiegskampfes unbestritten dem kleinen Kreis der Leistungsträger an.
Da die Verletzungsfolgen aus dem Braunschweig-Spiel eine vollumfängliche Belastungsfähigkeit eines Bundesligaakteurs auch in Zukunft verhinderten, war die Karriere von Horst Saida bereits nach dem vierten Spieltag der Saison 1966/67 beendet. Sein letztes Spiel bestritt er am 10. September 1966 bei der 1:6-Heimniederlage gegen den FC Bayern München.

## Nach der Karriere
Saida lebt heute (2008) im Albtal in Marxzell und zählt die Weltreisen mit dem KSC in den Jahren 1962 und 1963 zu seinen besonderen Erlebnissen und besucht in der Regel die monatlichen Treffen des Freundeskreises des VfB Mühlburg.